# Ceratite superficial crônica
A ceratite superficial crônica, também conhecida como "ceratite do pastor alemão", "pannus oftálmico" e "síndrome de uberreiter", é uma enfermidade ocular que acomete algumas raças de cães, mas principalmente pastores alemães puros e mestiçados.
Além de pastores alemães, a doença pode atingir, também, raças como: poodles, border collies, greyhounds, huskies dachshunds e labradores.

## Descrição
É uma doença inflamatória progressiva indolor da córnea, conjuntiva e algumas vezes da terceira pálpebra. Ambos os olhos são afetados, porém as regiões afetadas nem sempre são simétricas. As causas dessa doença não são totalmente esclarecidas. Há predisposição genética associada à incidência racial, autoimunidade e radiação ultravioleta. É uma doença crônica e, quando não tratada, pode levar à cegueira. É necessário terapia por toda a vida do animal. Manifesta-se na forma de lesão avermelhada, vascularizada, com infiltração subepitelial de tecido conjuntivo. Geralmente o epitélio corneano permanece intacto e a migração de pigmentos (melanose corneana) comumente acompanha o infiltrado fibrovascular inflamatório, que invade o estroma anterior. Animais que vivem em regiões de grandes altitudes têm mais dificuldades de resposta ao tratamento. Quanto maior a altitude, principalmente acima de 1.200 metros, mais difícil é o tratamento.

## Tratamento
Nota: a Wikipédia recomenda consulta a um médico veterinário.
Há tratamentos variados em função da extensão afetada e resposta à medicação. Basicamente, a terapia busca controlar, mediante substâncias imunossupressoras, a reação inflamatória, o edema, a vascularização e a pigmentação. Animais que vivem em regiões não muito altas geralmente respondem bem à terapia médica, sem necessidade de cirurgias.
A terapia médica é feita com base no uso de corticosteróides tópicos em doses que variam de três a seis vezes ao dia, geralmente ciclosporina A de 0,2% a 1,0% uma ou duas vezes ao dia. Essas dosagens podem ser ajustadas em função da resposta ao tratamento. Há opção de injeção subconjuntival de corticosteróides, irradiação beta e, finalmente, a ceratectomia superficial da área afetada (no máximo de três procedimentos).

## Medicamentos utilizáveis
- Colírio à base de acetato de prednosolona a 1,0%.
- Pomada "optimmune" (à base de ciclosporina A).